# Schweiz damlandslag i innebandy
Schweiz damlandslag i innebandy representerar Schweiz i innebandy på damsidan, och spelade sin första landskamp den 12 november 1994 i Bern, som resulterade i förlust med 1–3 mot Finland.
Schweiz blev världsmästarinnor för hittills enda gången av fem möjliga i Singapore 2005, och därigenom även det hittills enda landslaget utom Sverige som vunnit en VM-final mot Finland, som hittills endast vunnit VM 1999 och 2001, i det förstnämnda efter finalseger mot Schweiz, men därutöver har samtliga VM vunnits av Sverige. Schweiz har hittills endast missat VM-medalj 1997 och 2001, efter förlust mot Norge, och 2011 efter förlust mot Tjeckien, i bronsmatchen.

### Fotnoter
1. ↑  Olsson, Persson, Olsson, Persson. Innebandy. Rabén & Sjögren